# دووپی
دووپی (به چکی: Doupě) یک منطقهٔ مسکونی در جمهوری چک است که در ناحیه ییهلاوا واقع شده‌است. دووپی ۵٫۱۲ کیلومتر مربع مساحت و ۱۱۲ نفر جمعیت دارد و ۵۹۳ متر بالاتر از سطح دریا واقع شده‌است.